# North Hyde Park
North Hyde Park es un lugar designado por el censo ubicado en el condado de Lamoille en el estado estadounidense de Vermont. En el Censo de 2020 tenía una población de 403 habitantes y una densidad poblacional de 56,05 habitantes por km². Fue incluido como CDP en el censo de 2020.

## Geografía
North Hyde Park se encuentra ubicado en las coordenadas 44°40′14″N 72°35′53″O / 44.67056, -72.59806. Según la Oficina del Censo de los Estados Unidos,  tiene una superficie total de 7,19 km², de la cual 7,13 km² corresponden a tierra firme y 0,06 km² a agua.